# Porostov
Porostov é um município da Eslováquia, situado no distrito de Sobrance, na região de Košice. Tem 7,29 km² de área e sua população em 2018 foi estimada em 202 habitantes.

## Demografia
| Ano:        | 1994 | 2004   | 2014   | 2024    |
| ----------- | ---- | ------ | ------ | ------- |
| Broj ljudi: | 233  | 231    | 213    | 189     |
| Razlika:    |      | -0,85% | -7,79% | -11,26% |

| Ano:               | 2023 | 2024   |
| ------------------ | ---- | ------ |
| Número de pessoas: | 192  | 189    |
| Diferença:         |      | -1,56% |